# Osjaków

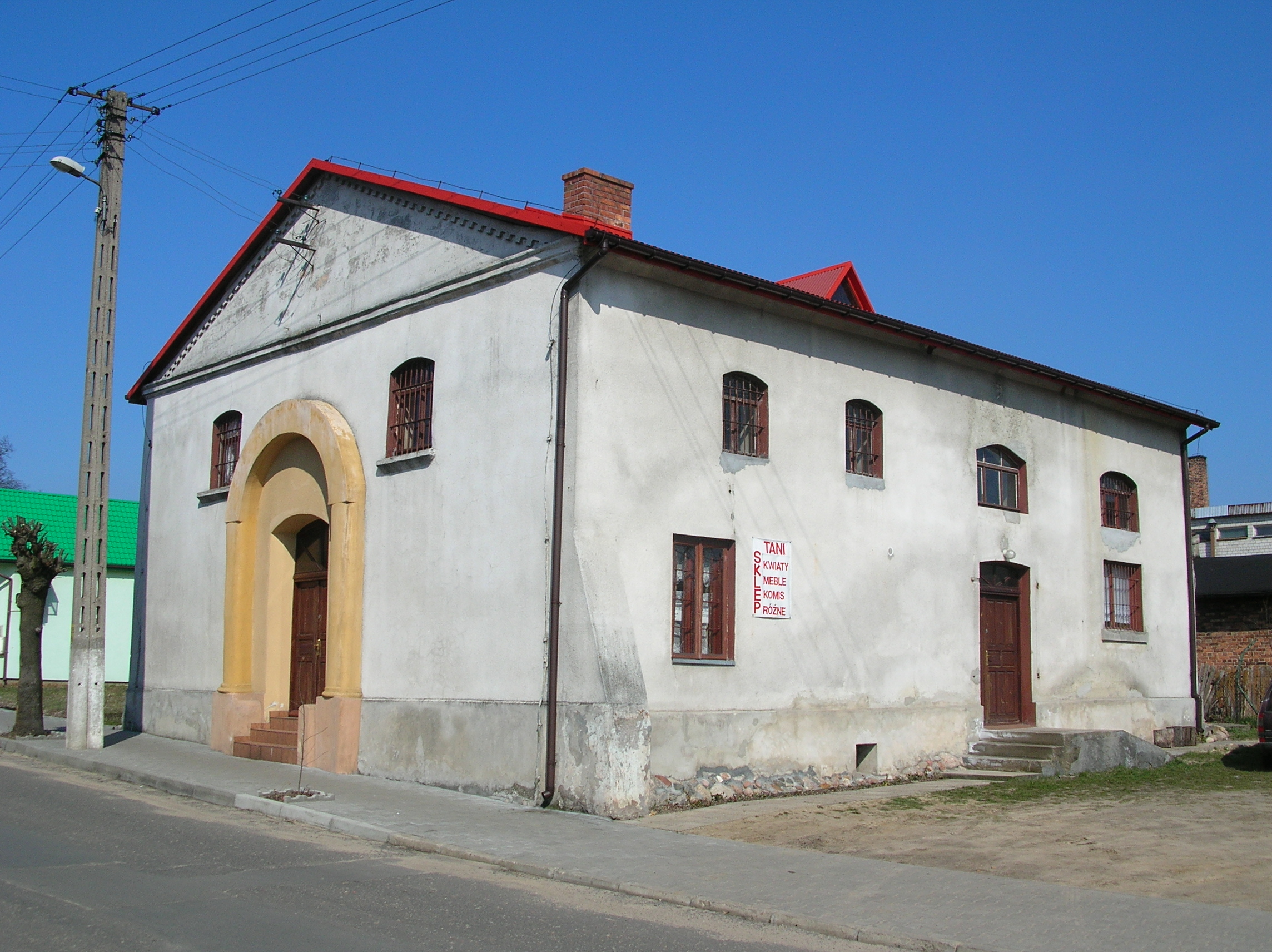
Synagogue Osjaków

Osjaków is een dorp in het Poolse woiwodschap Łódź, in het district Wieluński. De plaats maakt deel uit van de gemeente Osjaków en telt 1 221 inwoners.